# 浜村鹿野温泉インターチェンジ
浜村鹿野温泉インターチェンジ（はまむらしかのおんせんインターチェンジ）は、鳥取県鳥取市にある山陰自動車道のインターチェンジである。

## 道路
- E9 山陰自動車道（国道9号 鳥取西道路）

## 接続道路
- 鳥取県道32号郡家鹿野気高線

## 歴史
- 2017年（平成29年）11月2日 : IC名称が「浜村鹿野温泉IC」で正式決定[1]。
- 2019年（令和元年）5月12日 : 鳥取西IC - 青谷IC間開通に伴い供用開始[2]。令和における日本初の高速道路のインターチェンジ開設となった。

## 周辺
- 道の駅西いなば気楽里（きらり）（2019年6月30日開業[3]）

## 隣
E9 山陰自動車道（鳥取西道路）
(3) 瑞穂宝木IC - (4) 浜村鹿野温泉IC - (5) 青谷IC